# Autorizzazione maritale
L'autorizzazione maritale fu una norma caratterizzante la netta predominanza dell'uomo nella famiglia di fine '800.

## L'istituto
La norma prevedeva che la donna domandasse al capofamiglia (l'uomo) l'autorizzazione per comparire in giudizio e per il compimento di atti di disposizione patrimoniale quindi donare, ipotecare o alienare beni immobili, contrarre mutui ecc.
L'autorizzazione perde il requisito di necessarietà per alcuni aspetti, qualora l'attività familiare fosse un'attività commerciale.

## Storia in Italia
L'istituto dell'autorizzazione maritale entra a far parte ufficialmente dell'ordinamento giuridico con l'entrata in vigore del Codice napoleonico, il 21 marzo 1804. Decaduto tale codice dopo la definitiva sconfitta di Napoleone a Waterloo nel 1815, dopo la proclamazione del Regno d'Italia il tema fu ripreso dal legislatore italiano e inserito tra le norme del Codice civile del 1865. Tale normativa ribadiva la condizione di inferiorità della donna rispetto all'uomo nel sistema giuridico del nuovo Regno d'Italia.

### IlCodice civile italianodel 1865
Gli articoli del Codice relativi a tale provvedimento erano i numeri 134, 135, 136, 137.
L'art. 134 affermava, infatti, che «La moglie non può donare, alienare beni immobili, sottoporli ad ipoteca, contrarre mutui, cedere o riscuotere capitali, costituirsi sicurtà, né transigere o stare in giudizio relativamente a tali atti, senza l'autorizzazione del marito». Si evince, dunque, come l'unica libertà esprimibile, da parte della donna, fosse quella di scegliere o meno di contrarre matrimonio.
Tali vincoli non esistevano per le donne nubili e per le vedove ma, una volta scelto il matrimonio, la donna era evidentemente sottomessa alle scelte del marito e questo, secondo la retorica del tempo, serviva a non esporre l'unità familiare a possibili «turbazioni». Sempre a questo scopo, era parimenti stabilito che la patria potestas sui figli fosse esercitata unicamente dal padre di famiglia.

### LaLegge Sacchidel 1919
L'abrogazione dell'autorizzazione maritale avvenne per opera della L. 17 luglio 1919 n. 1176, Norme circa la capacità giuridica della donna, che prese il nome dal proponente, il deputato Ettore Sacchi. Importante è l'art. 7 di questa legge, il quale comportava una innovazione nel quadro sociale dell'Italia del primo Novecento, introducendo il percorso verso la parità tra i sessi. In base a questa norma, infatti, la donna era teoricamente abilitata «a pari titolo degli uomini» all'esercizio di «tutte le professioni ed a coprire tutti gli impieghi pubblici», restando comunque esclusi gli impieghi «giurisdizionali o l'esercizio di diritti e di potestà politiche, o che attengono alla difesa militare dello Stato».
Tuttavia, benché la possibilità da parte della donna di amministrare liberamente il proprio patrimonio costituisse un importante passo avanti nella parificazione del suo status, restarono in piedi ancora molte discriminazioni: il diritto di voto fu raggiunto solo nel 1946 e una parziale parificazione del ruolo della donna all'interno della famiglia si ebbe quasi trent'anni dopo, con la L. 19 maggio 1975, n. 151,  Riforma del diritto di famiglia.